# Gettorf
Gettorf (Danish: Gettorp) là một đô thị thuộc quận Rendsburg-Eckernförde, bang Schleswig-Holstein.